# Alex Hyde-White
Alex Hyde-White est un acteur britannique né le 30 janvier 1959 à Londres en Angleterre.

## Filmographie

### Cinéma
- 1982 : Le Joujou : le photographe
- 1982 : The Tragedy of Romeo and Juliet : Roméo
- 1986 : Biggles : Jim Ferguson
- 1986 : To koritsi tis Manis : Alan Cooper
- 1987 : Ishtar : l'agent de la CIA
- 1989 : Kinjite, sujets tabous : le professeur d'anglais
- 1989 : Indiana Jones et la Dernière Croisade : Henry jeune
- 1989 : Trime Trackers : Edgar de Mansfield
- 1989 : Le Fantôme de l'Opéra : Richard Dutton
- 1990 : Loose Cannons : le modérateur
- 1990 : Pretty Woman : David Morse
- 1994 : Les Quatre Fantastiques (film, 1994)  : Dr Reed Richards
- 1997 : Deep Cover : Lane
- 1997 : Mars : Phillip Clement
- 1998 : Spoiler : le père
- 1998 : Overdrive : Richard Poland
- 2000 : Intrepid : Colin
- 2001 : À la poursuite du bonheur : Paul
- 2002 : Arrête-moi si tu peux : M. Kesner
- 2003 : Gods and Generals : Général Ambrose E. Burnside
- 2005 : Complete Guide to Guys : Albert
- 2007 : Moola : Miller Watson
- 2008 : The Reflecting Pool : Jack Mahoney
- 2011 : Night Club : le prédicateur
- 2015 : A Kind of Magic : Ben Parls
- 2016 : Surge of Power: Revenge of the Sequel : Club
- 2018 : Little Hero : Asura

### Télévision
- 1978-1979 : Galactica : plusieurs personnages (2 épisodes)
- 1978-1981 : Quincy : Fred, Leo et Paul Purdy (3 épisodes)
- 1979 : Captain America : le jeune homme
- 1979 : The Seekers : Oliver Prouty (2 épisodes)
- 1981 : Buck Rogers : plusieurs personnages (4 épisodes)
- 1981 : The Misadventures of Sheriff Lobo : Tommy (1 épisode)
- 1982 : Voyages au bout du temps : Charles Dickens (1 épisode)
- 1982 : Simon et Simon : Steve (1 épisode)
- 1984 : Capitaine Furillo : Dexter Sawyer (2 épisodes)
- 1984 : The First Olympics: Athens 1896 : Arthur Blake (2 épisodes)
- 1986 : Matlock : Vincent Hyland (1 épisode)
- 1987 : L'Emprise du mal : Chris Pappas (2 épisodes)
- 1989 : Alerte à Malibu : Paul (1 épisode)
- 1989-1990 : Newhart : Scooter Drake (3 épisodes)
- 1990 : Murder C.O.D. : Corbin
- 1990 : Jack Killian, l'homme au micro : Richmond Waters (1 épisode)
- 1991 : Gabriel Bird : Scott Everett (1 épisode)
- 1991 : Pas de faire-part pour Max : Perry Wright (1 épisode)
- 1991-1992 : Arabesque : Doug Simmons et Ogden Schmesser (2 épisodes)
- 1994 : Walker, Texas Ranger : Grant Wallace (1 épisode)
- 1995 : M.A.N.T.I.S. : Anthony Weeks (1 épisode)
- 1995 : Legend : George Armstrong Custer (1 épisode)
- 1995 : Babylon 5 : Pierce Macabee (1 épisode)
- 1997 : Diagnostic : Meurtre : Efrem Connors (1 épisode)
- 1998 : Pensacola : Peter Allenson (1 épisode)
- 1998 : Des jours et des vies : Charles Cahill III
- 1999 : V.I.P. : Kerwick (1 épisode)
- 1999 : La Vie à cinq : Coach (1 épisode)
- 1999 : Profiler : Fire Marshall (1 épisode)
- 2000 : Ally McBeal : le collègue de Lewis (1 épisode)
- 2003 : À la Maison-Blanche : celui qui drague Andy (1 épisode)
- 2003 : Le Protecteur : le propriétaire du club de golf (1 épisode)
- 2004 : Division d'élite : Jonas Porter (3 épisodes)
- 2005 : FBI : Portés disparus : Luther (1 épisode)
- 2006 : Bones : M. Hobbes (1 épisode)
- 2007 : The Unit : Commando d'élite : Dr Randall (1 épisode)
- 2008 : Esprits criminels : Grant Silverman (1 épisode)
- 2010 : NCIS : Enquêtes spéciales : Dr Adam Tallridge (1 épisode)
- 2011 : Mentalist : Peter Upchurch (1 épisode)
- 2011 : Le Spectacle de Noël : Noah Humphrey
- 2011 : Dexter : Dr Trent Casey (1 épisode)
- 2012 : Game Change : Lindsey Graham
- 2015 : Marvel : Les Agents du SHIELD : Lord Thornally (1 épisode)
- 2016 : Shameless : le prêtre (1 épisode)
- 2020 : Hôpital central : Pascal (2 épisodes)

### Jeu vidéo
- 2018 : Bard's Tale IV : Gaufroi